# Спеніш-Веллі (Юта)
Спеніш-Веллі (англ. Spanish Valley) — переписна місцевість (CDP) в США, в окрузі Сан-Хуан штату Юта. Населення — 529 осіб (2020).

## Географія
Спеніш-Веллі розташований за координатами 38°28′27″ пн. ш. 109°25′16″ зх. д. / 38.47417° пн. ш. 109.42111° зх. д. (38.474271, -109.420976).  За даними Бюро перепису населення США в 2010 році переписна місцевість мала площу 36,78 км², уся площа — суходіл.

## Демографія
Згідно з переписом 2010 року, у переписній місцевості мешкала 491 особа в 181 домогосподарстві у складі 138 родин. Густота населення становила 13 осіб/км².  Було 190 помешкань (5/км²).
Расовий склад населення:
| - 94,1 % — білих - 2,4 % — корінних американців - 0,2 % — азіатів |

До двох чи більше рас належало 2,4 %. Частка іспаномовних становила 6,7 % від усіх жителів.
За віковим діапазоном населення розподілялося таким чином: 27,9 % — особи молодші 18 років, 61,1 % — особи у віці 18—64 років, 11,0 % — особи у віці 65 років та старші. Медіана віку мешканця становила 37,2 року. На 100 осіб жіночої статі у переписній місцевості припадало 102,1 чоловіків;  на 100 жінок у віці від 18 років та старших — 107,0 чоловіків також старших 18 років.
За межею бідності перебувало 14,1 % осіб, у тому числі 0,0 % дітей у віці до 18 років та 0,0 % осіб у віці 65 років та старших.
Цивільне працевлаштоване населення становило 142 особи. Основні галузі зайнятості: будівництво — 27,5 %, оптова торгівля — 14,8 %, сільське господарство, лісництво, риболовля — 12,7 %, мистецтво, розваги та відпочинок — 10,6 %.